# カラツバ法
カラツバ法（カラツバほう）とは、主に多倍長乗算の乗算アルゴリズムにおいて、乗算の回数を4分の3にするアルゴリズムである。
加減算の回数は増加するが、乗算コストはそれより遥かに大きいため、結果として演算コストそのものもほぼ4分の3となる。
発見者のAnatolii Alexeevitch Karatsuba（Карацуба Анатолий Алексеевич）の名前を取ってKaratsuba法(Karatsuba-algorithm)、あるいは単にKaratsubaとも呼ばれる。
従来の乗算は{\displaystyle O(n^{2})}だったが、Karatsuba法の再帰的適用により、{\displaystyle O(n^{\log _{2}3})}（{\displaystyle \log _{2}3}≒1.585）まで計算コストが抑えられる。

## アルゴリズム
単純な例として、被乗数{\displaystyle X}と乗数{\displaystyle Y}の積{\displaystyle Z}を求める({\displaystyle Z=X\times Y})。
まず、被乗数{\displaystyle X}と乗数{\displaystyle Y}をそれぞれ上位・下位の2つに分割する。
分割の基数を{\displaystyle b}（例えば3桁ずつに分割するなら{\displaystyle b:=1000}）とすると、
{\displaystyle X:=x_{1}\cdot b+x_{0}}
{\displaystyle Y:=y_{1}\cdot b+y_{0}}
{\displaystyle Z:=z_{2}\cdot b^{2}+z_{1}\cdot b+z_{0}}
この乗算をKaratsuba以前の方法（Long multiplication）で行うと、乗算を4回行うことになる。
{\displaystyle z_{2}:=x_{1}\times y_{1}}
{\displaystyle z_{0}:=x_{0}\times y_{0}}
{\displaystyle z_{1}:=x_{1}\times y_{0}+x_{0}\times y_{1}}
Karatsubaの方法では、乗算を3回で済ませられる。
{\displaystyle z_{1}:=z_{2}+z_{0}-(x_{1}-x_{0})\times (y_{1}-y_{0})}

## 計算例
{\displaystyle X=32,463} {\displaystyle (x_{1}:=32,x_{0}:=463)}、
{\displaystyle Y=38,030} {\displaystyle (y_{1}:=38,y_{0}:=30)}、{\displaystyle b=1000} とすると、
{\displaystyle z_{2}:=x_{1}y_{1}=1216}
{\displaystyle z_{0}:=x_{0}y_{0}=13890}
{\displaystyle z_{1}:=z_{2}+z_{0}-(x_{1}-x_{0})(y_{1}-y_{0})=1216+13890-(-431)(8)=18554}
{\displaystyle Z=1216b^{2}+18554b+13890=1,216,000,000+18,554,000+13,890=1,234,567,890}